# Hurricane (Utah)
Hurricane és una població dels Estats Units a l'estat de Utah. Segons el cens del 2000 tenia 8.250 habitants.

## Demografia
Segons el cens del 2000, Hurricane tenia 8.250 habitants, 2.762 habitatges, i 2.201 famílies. La densitat de població era de 102,4 habitants per km².
Dels 2.762 habitatges en un 38,6% hi vivien nens de menys de 18 anys, en un 70% hi vivien parelles casades, en un 7,1% dones solteres, i en un 20,3% no eren unitats familiars. En el 18% dels habitatges hi vivien persones soles el 9,3% de les quals corresponia a persones de 65 anys o més que vivien soles. El nombre mitjà de persones vivint en cada habitatge era de 2,97 i el nombre mitjà de persones que vivien en cada família era de 3,38.
Per edats la població es repartia de la següent manera: un 32,8% tenia menys de 18 anys, un 9,5% entre 18 i 24, un 21,6% entre 25 i 44, un 19,2% de 45 a 60 i un 16,9% 65 anys o més.
L'edat mediana era de 32 anys. Per cada 100 dones de 18 o més anys hi havia 94,5 homes.
La renda mediana per habitatge era de 32.865 $ i la renda mediana per família de 36.955 $. Els homes tenien una renda mediana de 30.172 $ mentre que les dones 19.588 $. La renda per capita de la població era de 13.353 $. Entorn del 10,8% de les famílies i el 13,1% de la població estaven per davall del llindar de pobresa.

## Poblacions més properes
El següent diagrama mostra les poblacions més properes.